# Silver Lake (Flórida)
Silver Lake é uma Região censo-designada localizada no estado americano de Flórida, no Condado de Lake.

## Demografia
Segundo o censo americano de 2000, a sua população era de 1882 habitantes.

## Geografia
De acordo com o United States Census Bureau tem uma área de
7,9 km², dos quais 6,3 km² cobertos por terra e 1,6 km² cobertos por água. Silver Lake localiza-se a aproximadamente 1325 m acima do nível do mar.

## Localidades na vizinhança
O diagrama seguinte representa as localidades num raio de 16 km ao redor de Silver Lake.